# Mesopolobus bidentis
Mesopolobus bidentis är en stekelart som först beskrevs av Julius Theodor Christian Ratzeburg 1848.  Mesopolobus bidentis ingår i släktet Mesopolobus och familjen puppglanssteklar. Inga underarter finns listade i Catalogue of Life.